# Schizodactylidae
Schizodactylidae är en familj av insekter. Schizodactylidae ingår i överfamiljen Schizodactyloidea, ordningen hopprätvingar, klassen egentliga insekter, fylumet leddjur och riket djur. Enligt Catalogue of Life omfattar familjen Schizodactylidae 15 arter. 
Schizodactylidae är enda familjen i överfamiljen Schizodactyloidea.
Kladogram enligt Catalogue of Life:
| Schizodactylidae | \| \| Comicus \| \| \| \| \| \| Schizodactylus \| \| \| \| |
|                  | \| \| Comicus \| \| \| \| \| \| Schizodactylus \| \| \| \| |
|                  | Comicus                                                    |
|                  |                                                            |
|                  | Schizodactylus                                             |
|                  |                                                            |

## Bildgalleri

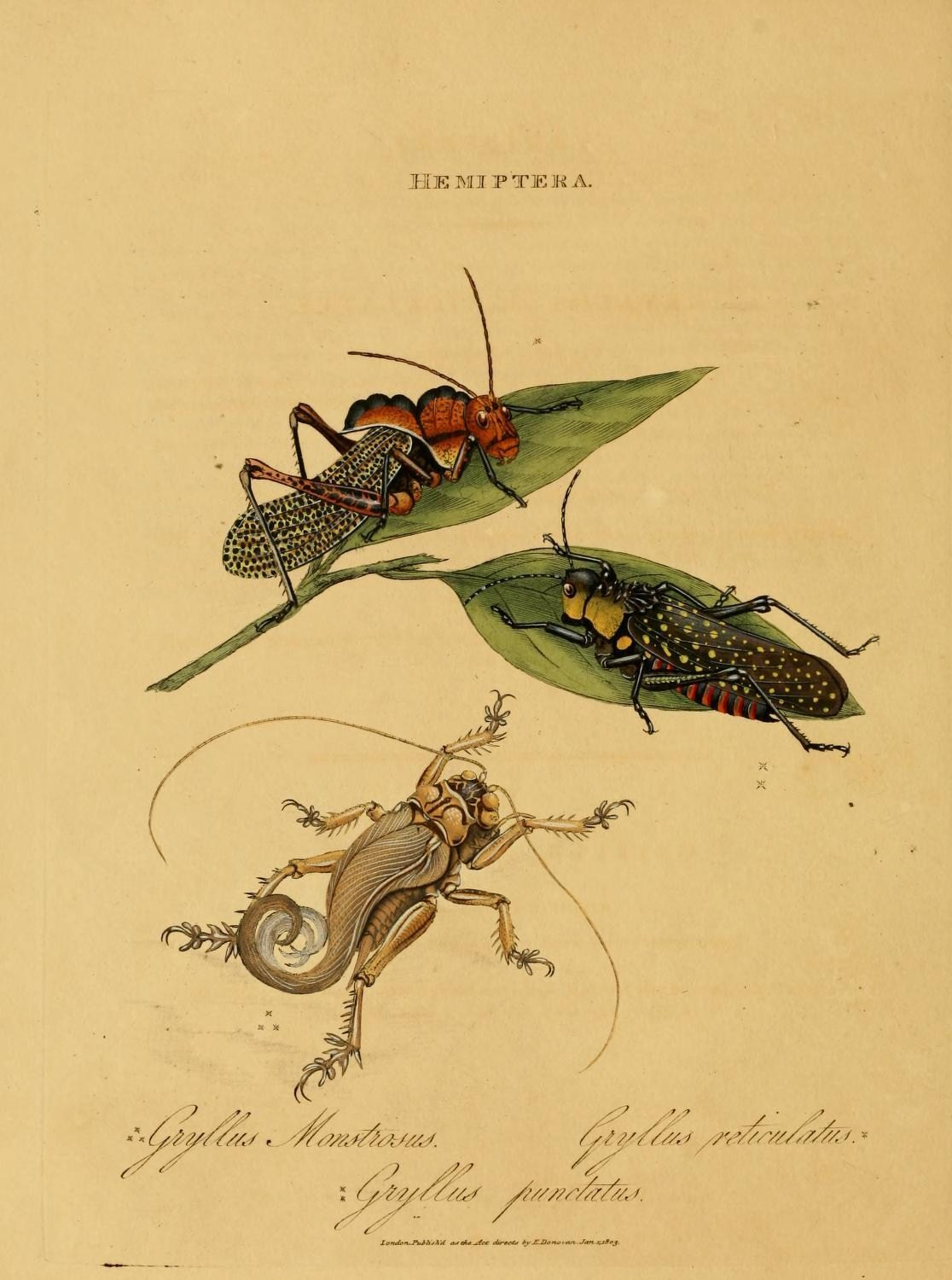
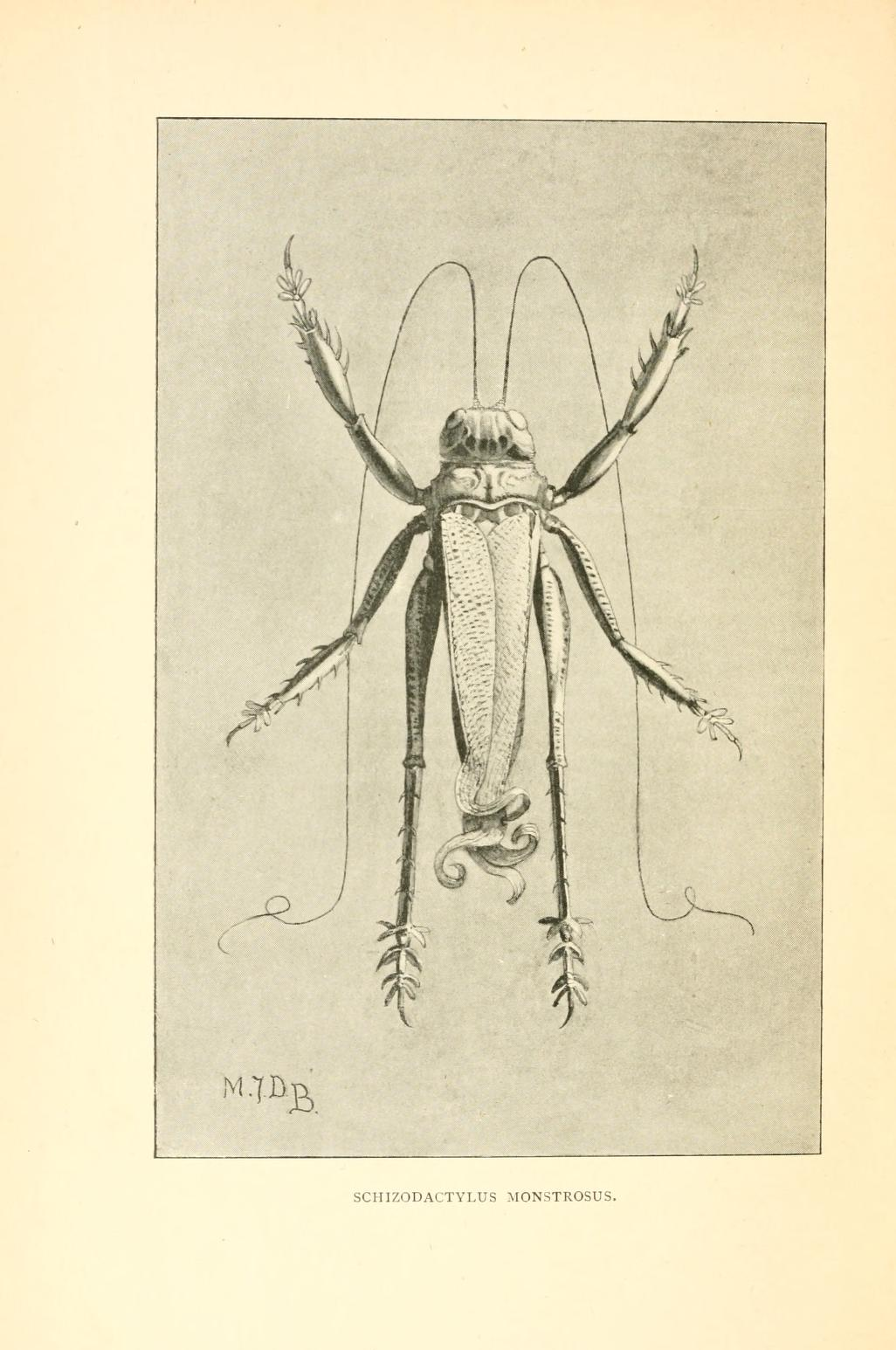